# Protanomalía
La protanomalía (Del griego prōtos, primero, y anōmalía, irregularidad), o Anomalía del tipo Hart, es una discromatopsia, caracterizada por la falta de sensibilidad, por parte de los conos oculares, a longitudes de onda largas, y por consecuencia, a la incapacidad de distinguir el rojo.
Es más "suave" que la protanopia, pues, mientras que en esta última existe una nula sensibilidad al rojo, el sujeto protanómalo puede percibirlo, pero menos intenso, y en situaciones de alta luminosidad llega a confundirlo con el negro.
Quienes padecen de esta anomalía, necesitan agregarle más rojo a la ecuación de Rayleigh (Rojo+Verde=Amarillo), para obtener el amarillo